# Mamie Gummer
Mamie Gummer nom artístic de Mary Willa Gummer (Nova York, 3 d'agost de 1983) és una actriu estatunidenca.

## Biografia
Filla de l'actriu Meryl Streep i de l'escultor Don Gummer, ha crescut entre Los Angeles i Connecticut. De nena participa en una pel·lícula interpretada de la mare, Heartburn, sortint als crèdits com Natalie Stern.
Estudia comunicació i teatre a la Universitat Northwestern, llicenciant-se el 2005. Comença treballant en una producció off-Broadway al costat de Michael C. Hall, mentre el 2006 participa a la pel·lícula de Lasse Hallström The Hoax.
El 2007 actua en la pel·lícula de Lajos Koltai Evening, en la versió jove del personatge interpretat de la mare; el mateix any actua a la pel·lícula de Kimberly Peirce Stop-Loss.
Germana de l'actriu Grace Gummer i neboda de l'actriu Maeve Kinkead.

### Vida privada
El 2011 es va casar amb l'actor Benjamin Walker, amb el qual estava promesa des de feia dos anys; es van divorciar el 2013.
Des del 2017 està promesa amb Mehar Sethi. Amb ell, Mamie Gummer ha tingut un fill l'u de març de 2019, convertint Meryl Streep en àvia per primera vegada.

## Filmografia

### Cinema
- Heartburn, dirigida per Mike Nichols (1986)
- Reservations, dirigida per Joey Elkins i Blacke Silver - curtmetratge (2003)
- The Hoax, dirigida per Lasse Hallström (2006)
- Evening, dirigida per Lajos Koltai (2007)
- All Saints Day, dirigida per Will Frears - curtmetratge (2007)
- Stop-Loss, dirigida per Kimberly Peirce (2008)
- The Loss of a Teardrop Diamond, dirigida per Jodie Markell (2008)
- Alabama Leaves, regia d'Antonio Wagner - curtmetratge (2008)
- Taking Woodstock, dirigida per Ang Lee (2009)
- The Lightkeepers, dirigida per Daniel Adams (2009)
- Coach, dirigida per Will Frears (2010)
- Twelve Thirty, dirigida per Jeff Lipsky (2010)
- The Ward, dirigida per John Carpenter (2011)
- The Lifeguard, dirigida per Liz W. Garcia (2013)
- Side Effects, dirigida per Steven Soderbergh (2013)
- Cake, dirigida per Daniel Barnz (2014)
- The End of the Tour, dirigida per James Ponsoldt (2015)
- Ricki and the Flash, dirigida per Jonathan Demme (2015)
- An Actor Prepares, dirigida per Steve Clark (2018)
- Out of Blue, dirigida per Carol Morley (2018)

### Televisió
- John Adams – minisèrie TV, 3 episodis (2008)
- Off the Map – sèrie TV, 13 episodis (2011)
- A Gifted Man – sèrie TV, 1 episodi (2011)
- Amb C majúscula – sèrie TV, 3 episodis (2012)
- Emily Owens, M.D. – sèrie TV, 13 episodis (2012-2013)
- The Good Wife – sèrie TV, 8 episodis (2010-2015)
- Elementary – sèrie TV, episodi 3x06 (2014)
- Manhattan – sèries TV, 6 episodis (2015)
- The Collection – sèrie TV, 8 episodis (2016)
- The Good Fight – sèrie TV, episodi 2x04 (2018)
- True Detective – sèrie TV (2019)